# Nuritdin Muchitdinov
Nuritdin Akramovič Muchitdinov (in russo Нуритдин Акрамович Мухитдинов?; Allan, 19 novembre 1917, 6 novembre del calendario giuliano – Taškent, 27 agosto 2008) è stato un politico e diplomatico sovietico.

## Biografia
Nato nel villaggio di Allan, nei dintorni di Taškent, si formò presso l'Istituto cooperativo. Dal 1938 al 1939 lavorò come insegnante, poi servì nell'Armata Rossa fino al 1946. Rivestì vari ruoli dirigenziali nella RSS Uzbeka, di cui fu Presidente del Consiglio dei ministri dal 1951 al 1953 e poi dal 1954 al 1955, mentre dal 1955 al 1957 fu Primo segretario del Partito Comunista dell'Uzbekistan. Fu inoltre membro del Comitato Centrale del PCUS dal 1952 al 1966, e dal 1957 al 1961 fece parte del Presidium e della Segreteria. Tra il 1968 e il 1977 fu ambasciatore sovietico in Siria. Si ritirò in pensione nel 1987.